# Диссен-Штризов
Ди́ссен-Штри́зов или Де́шно (нем. Dissen-Striesow; н.-луж. Dešno) — коммуна в Германии, в земле Бранденбург.
Входит в состав района Шпре-Найсе. Подчиняется управлению Бург (Шпревальд). Занимает площадь 19,72 км².
Коммуна подразделяется на 2 сельских округа:
- Диссен (Дешно)
- Штризов (Стряжов)

## Население
Население составляет 1033 человека (на 31 декабря 2010 года).
Входит в состав культурно-территориальной автономии «Лужицкая поселенческая область», на территории которой действуют законодательные акты земель Саксонии и Бранденбурга, содействующие сохранению лужицких языков и культуры лужичан. Официальным языком в населённом пункте, помимо немецкого, является лужицкий.
| Год  | Население |
| ---- | --------- |
| 2005 | 1091      |
| 2010 | 1039      |